# Wereldkampioenschappen alpineskiën 1997
De Wereldkampioenschappen alpineskiën 1997 werden van 3 tot en met 15 februari 1997 gehouden in Sestriere in Italië. Er stonden tien onderdelen op het programma, vijf voor mannen en vijf voor vrouwen.

## Wedstrijdschema
| Datum       | Mannen            | Vrouwen                    |
| ----------- | ----------------- | -------------------------- |
| 03 februari | Super G           |                            |
| 05 februari |                   | Slalom                     |
| 06 februari | Alpine Combinatie |                            |
| 08 februari | Afdaling          |                            |
| 09 februari |                   | Reuzenslalom               |
| 11 februari |                   | Super G                    |
| 12 februari | Reuzenslalom      |                            |
| 15 februari | Slalom            | Afdaling Alpine Combinatie |

## Medailles

### Mannen
| Onderdeel    | Goud                             | Goud    | Zilver                    | Zilver  | Brons                         | Brons   |
| ------------ | -------------------------------- | ------- | ------------------------- | ------- | ----------------------------- | ------- |
| Combinatie   | Kjetil André Aamodt Noorwegen    | 3.10,40 | Bruno Kernen Zwitserland  | 3.10,68 | Mario Reiter Oostenrijk       | 3.11,69 |
| Afdaling     | Bruno Kernen Zwitserland         | 1.51,11 | Lasse Kjus Noorwegen      | 1.51,18 | Kristian Ghedina Italië       | 1.51,46 |
| Reuzenslalom | Michael von Grünigen Zwitserland | 2.48,23 | Lasse Kjus Noorwegen      | 2.49,35 | Andreas Schifferer Oostenrijk | 2.49,68 |
| Slalom       | Tom Stiansen Noorwegen           | 1.51,70 | Sébastien Amiez Frankrijk | 1.51,75 | Alberto Tomba Italië          | 1.52,14 |
| Super G      | Atle Skårdal Noorwegen           | 1.29,68 | Lasse Kjus Noorwegen      | 1.29,89 | Günther Mader Oostenrijk      | 1.30,01 |

### Vrouwen
| Onderdeel    | Goud                          | Goud    | Zilver                        | Zilver  | Brons                         | Brons   |
| ------------ | ----------------------------- | ------- | ----------------------------- | ------- | ----------------------------- | ------- |
| Combinatie   | Renate Götschl Oostenrijk     | 3.03,38 | Katja Seizinger Duitsland     | 3.03,42 | Hilde Gerg Duitsland          | 3.03,46 |
| Afdaling     | Hilary Lindh Verenigde Staten | 1.41,18 | Heidi Zurbriggen Zwitserland  | 1.41,24 | Pernilla Wiberg Zweden        | 1.41,44 |
| Reuzenslalom | Deborah Compagnoni Italië     | 2.39,19 | Karin Roten Meier Zwitserland | 2.39,99 | Leila Piccard Frankrijk       | 2.40,95 |
| Slalom       | Deborah Compagnoni Italië     | 1.43,88 | Lara Magoni Italië            | 1.45,15 | Karin Roten Meier Zwitserland | 1.45,48 |
| Super G      | Isolde Kostner Italië         | 1.23,50 | Katja Seizinger Duitsland     | 1.23,58 | Hilde Gerg Duitsland          | 1.23,64 |

### Medailleklassement
| Plaats | Land             | Goud | Zilver | Brons | Totaal |
| 1      | Noorwegen        | 3    | 3      | 0     | 6      |
| 2      | Italië           | 3    | 1      | 2     | 6      |
| 3      | Zwitserland      | 2    | 3      | 1     | 6      |
| 4      | Oostenrijk       | 1    | 0      | 3     | 4      |
| 5      | Verenigde Staten | 1    | 0      | 0     | 1      |
| 6      | Duitsland        | 0    | 2      | 2     | 4      |
| 7      | Frankrijk        | 0    | 1      | 1     | 2      |
| 8      | Zweden           | 0    | 0      | 1     | 1      |
| Totaal | Totaal           | 10   | 10     | 10    | 30     |